# Győrság
Győrság è un comune di 1 505 abitanti situato nella contea di Győr-Moson-Sopron, nell'Ungheria nordoccidentale.